# Xã Sand Creek, Quận Bartholomew, Indiana
Xã Sand Creek (tiếng Anh: Sand Creek Township) là một xã thuộc quận Bartholomew, tiểu bang Indiana, Hoa Kỳ. Năm 2010, dân số của xã này là 2.390 người.